# Bellevalia hermonis
Bellevalia hermonis är en sparrisväxtart som beskrevs av Paul Mouterde. Bellevalia hermonis ingår i släktet Bellevalia och familjen sparrisväxter. Inga underarter finns listade i Catalogue of Life.